# Soudaine-Lavinadière
Soudaine-Lavinadière (Sodena en occitan) est une commune française située dans le département de la Corrèze en région Nouvelle-Aquitaine.
Les habitants de Soudaine-Lavinadière s'appellent les Vinadièrois.

## Géographie
Commune du Massif central située sur le plateau de Millevaches dans le parc naturel régional de Millevaches en Limousin, elle est bordée au sud par la Vézère. Elle est arrosée par son affluent, la Soudaine, et le ruisseau de la Cassière, affluent de la Soudaine.

### Communes limitrophes
| Chamberet       | Chamberet            | Treignac |
| Meilhards       | Soudaine-Lavinadière | Treignac |
| Rilhac-Treignac | Peyrissac            | Affieux  |

### Climat
Pour des articles plus généraux, voir Climat de la Nouvelle-Aquitaine et Climat de la Corrèze.
Historiquement, la commune est exposée à un climat montagnard.  
En 2020, Météo-France publie une typologie des climats de la France métropolitaine dans laquelle la commune est exposée à un climat de montagne et est dans la région climatique  Ouest et nord-ouest du Massif Central, caractérisée par une pluviométrie annuelle de 900 à 1 500 mm, maximale en automne et en hiver.
Pour la période 1971-2000, la température annuelle moyenne est de 10,7 °C, avec  une amplitude thermique annuelle de 15 °C. Le cumul annuel moyen de précipitations est de 1 328 mm, avec 14,1 jours de précipitations en janvier et 8,2 jours en juillet. Pour la période 1991-2020, la température moyenne annuelle observée sur la station météorologique la plus proche, située sur la commune d'Uzerche à 20 km à vol d'oiseau, est de 12,1 °C et le cumul annuel moyen de précipitations est de 1 097,9 mm,. Pour l'avenir, les paramètres climatiques de la commune estimés pour 2050 selon différents scénarios d’émission de gaz à effet de serre sont consultables sur un site dédié publié par Météo-France en novembre 2022.

## Urbanisme

### Typologie
Au 1er janvier 2024, Soudaine-Lavinadière est catégorisée commune rurale à habitat très dispersé, selon la nouvelle grille communale de densité à 7 niveaux définie par l'Insee en 2022.
Elle est située hors unité urbaine et hors attraction des villes,.

### Occupation des sols
L'occupation des sols de la commune, telle qu'elle ressort de la base de données européenne d’occupation biophysique des sols Corine Land Cover (CLC), est marquée par l'importance des territoires agricoles (67,2 % en 2018), en augmentation par rapport à 1990 (61,8 %). La répartition détaillée en 2018 est la suivante : 
prairies (37,9 %), forêts (32,2 %), zones agricoles hétérogènes (23,1 %), terres arables (6,2 %), eaux continentales (0,6 %).
L'évolution de l’occupation des sols de la commune et de ses infrastructures peut être observée sur les différentes représentations cartographiques du territoire : la carte de Cassini (XVIIIe siècle), la carte d'état-major (1820-1866) et les cartes ou photos aériennes de l'IGN pour la période actuelle (1950 à aujourd'hui).

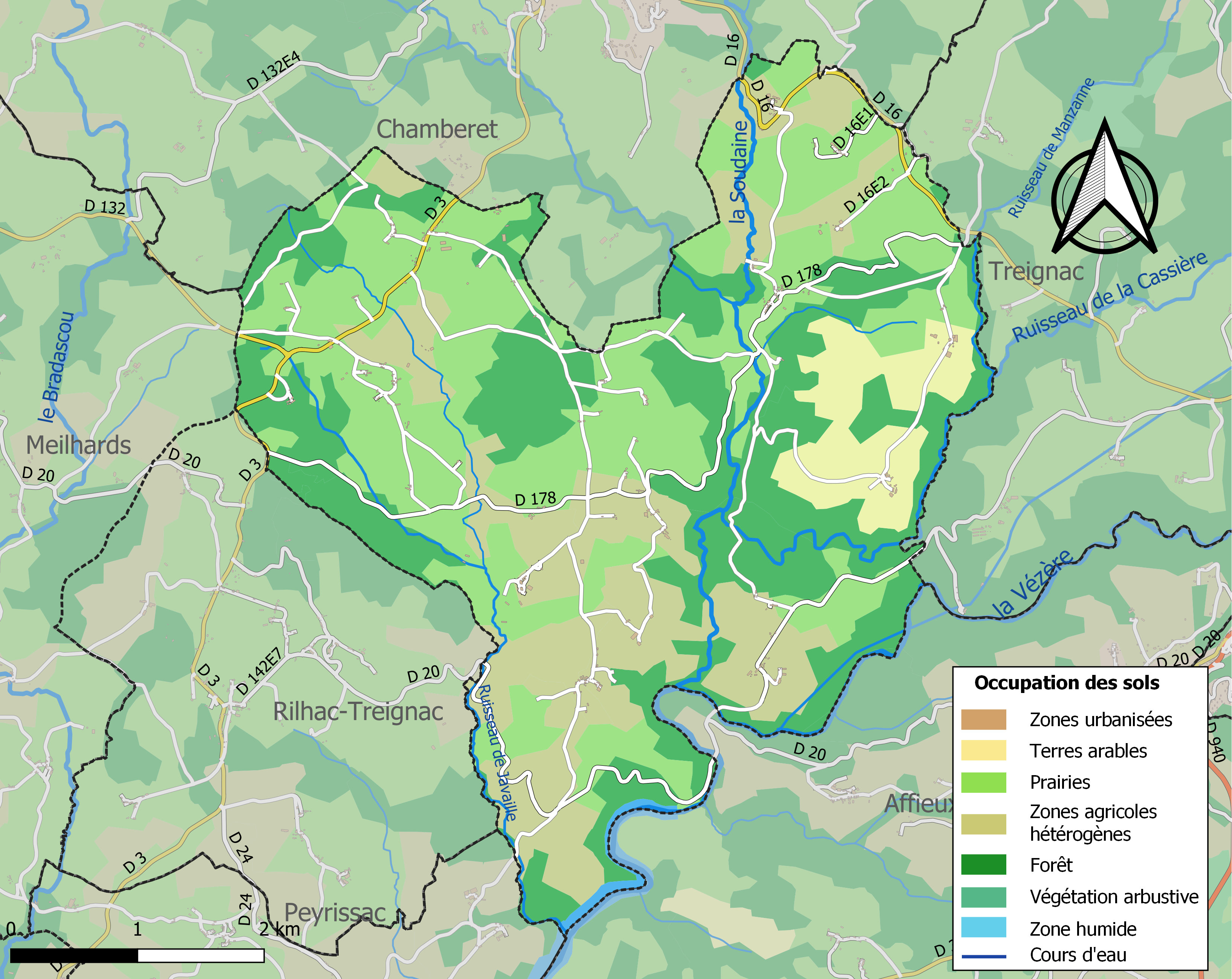
Carte des infrastructures et de l'occupation des sols de la commune en 2018 (CLC).

### Risques majeurs
Le territoire de la commune de Soudaine-Lavinadière est vulnérable à différents aléas naturels : météorologiques (tempête, orage, neige, grand froid, canicule ou sécheresse), feux de forêts et séisme (sismicité très faible). Il est également exposé à un risque technologique, la rupture d'un barrage, et à un risque particulier : le risque de radon. Un site publié par le BRGM permet d'évaluer simplement et rapidement les risques d'un bien localisé soit par son adresse soit par le numéro de sa parcelle.

#### Risques naturels

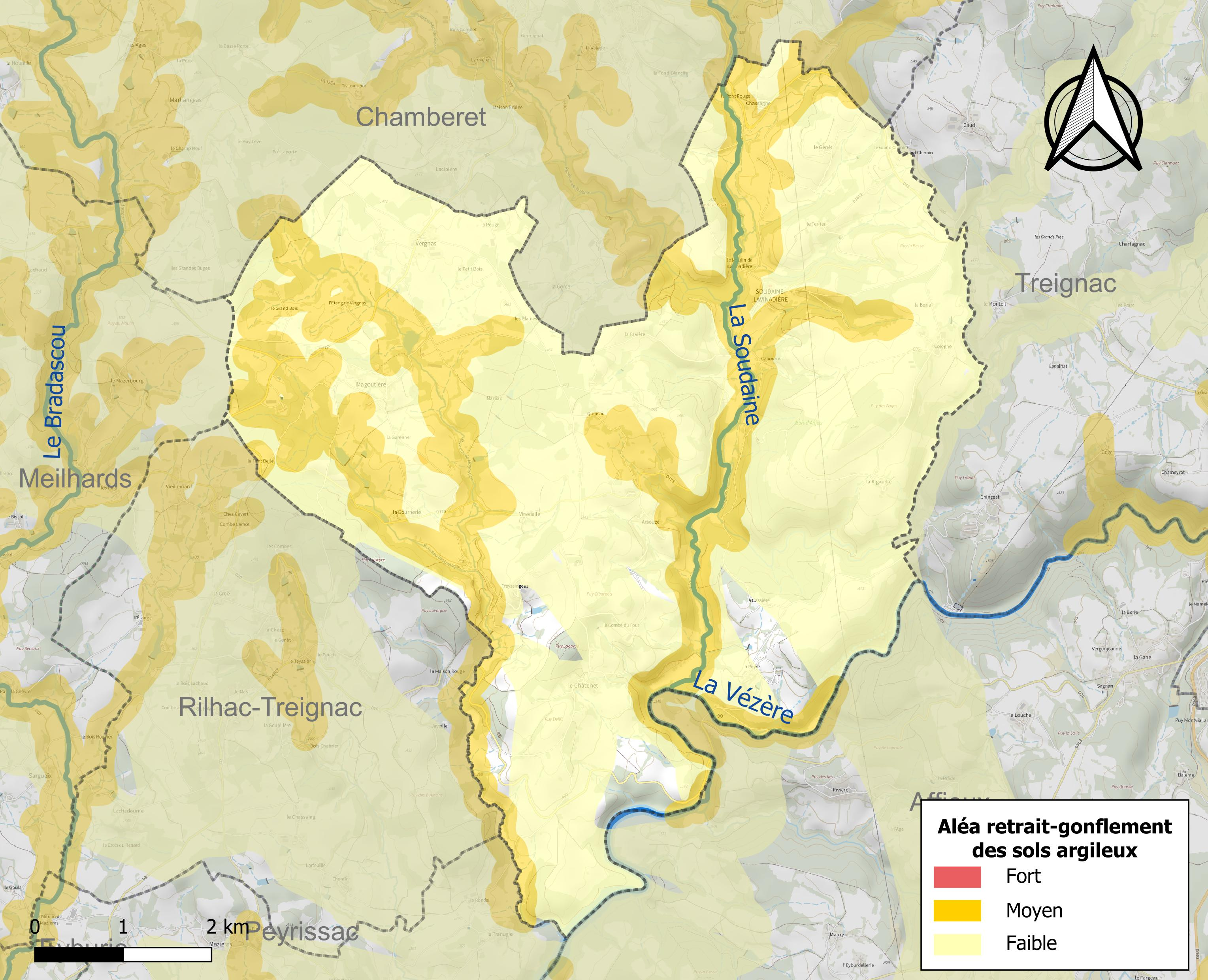
Carte des zones d'aléa retrait-gonflement des sols argileux de Soudaine-Lavinadière.

Le retrait-gonflement des sols argileux est susceptible d'engendrer des dommages importants aux bâtiments en cas d’alternance de périodes de sécheresse et de pluie. 31,9 % de la superficie communale est en aléa moyen ou fort (26,8 % au niveau départemental et 48,5 % au niveau national). Sur les 149 bâtiments dénombrés sur la commune en 2019,  39 sont en aléa moyen ou fort, soit 26 %, à comparer aux 36 % au niveau départemental et 54 % au niveau national. Une cartographie de l'exposition du territoire national au retrait gonflement des sols argileux est disponible sur le site du BRGM,.
Concernant les feux de forêt, aucun plan de prévention des risques incendie de forêt (PPRIF) n’a été établi en Corrèze, néanmoins le code de l’urbanisme impose la prise en compte des risques dans les documents d’urbanisme. Le périmètre des servitudes d'utilité publique et des zones d'obligation légale de débroussaillement pour les particuliers est quant à lui défini pour la commune dans une carte dédiée. 
La commune a été reconnue en état de catastrophe naturelle au titre des dommages causés par les inondations et coulées de boue survenues en 1982, 1999 et 2001. Concernant les mouvements de terrains, la commune a été reconnue en état de catastrophe naturelle au titre des dommages causés par des mouvements de terrain en 1999.

#### Risques technologiques
La commune est en outre située en aval du barrage de Monceaux la Virolle, un ouvrage de classe A situé en Corrèze et disposant d'une retenue de 20,5 millions de mètres cubes. À ce titre elle est susceptible d’être touchée par l’onde de submersion consécutive à la rupture de cet ouvrage.

#### Risque particulier
Dans plusieurs parties du territoire national, le radon, accumulé dans certains logements ou autres locaux, peut constituer une source significative d’exposition de la population aux rayonnements ionisants. Certaines communes du département sont concernées par le risque radon à un niveau plus ou moins élevé. Selon la classification de 2018, la commune de Soudaine-Lavinadière est classée en zone 3, à savoir zone à potentiel radon significatif. 

## Histoire
Soudaine-Lavinadière résulte de la fusion, en 1782, de deux paroisses : Soudaine et Lavinadière.
En 1783, l’église de Soudaine, seule et isolée, tombe en ruine et l’église de Lavinadière située dans le bourg de Lavinadière à environ 700 mètres de la précédente est en bon état mais aucune ne possédait de sacristie ni de presbytère. Après une longue délibération il fut décidé de la démolition de l'église de Soudaine et de son cimetière, de la création d'un cimetière à Magoutière et la construction d'une sacristie et d'un presbytère.
En avril 1941, Georges Guingouin « prend le maquis », se réfugiant dans une sapinière de la commune de Soudaine-Lavinadière. Cette commune fût un fief de la résistance et du communisme rural corrézien. Le maire est Counil Gervais,  puis Le maire PCF est André Plantadis (1983-2001), depuis juillet 2012 Josette Nouaille est maire PCF de la commune.

### Les Hospitaliers et l'ordre canonial du Saint-Sépulcre
L'église de Lavinadière fut réparée avec la construction d'un petit beffroi ou fut mis en place la cloche de l'église de Soudaine, coulée en 1677 par l'ordre de Saint-Jean de Jérusalem. Cette cloche a été brisée lors d'un mariage le 21 janvier 1875.
Toutefois, à l’origine seule la paroisse de Soudaine (ou Soudeine, Soudène) existait, Lavinadière n’étant qu’un village de celle-ci. Ce n’est que lorsque l’ordre canonial régulier du Saint-Sépulcre s’y installa et érigea une commanderie que La Vinadière a été détachée de Soudaine et érigée en paroisse vers 1275.
An 1489, lorsque l’ordre canonial régulier du Saint-Sépulcre est réuni à l’ordre de Saint-Jean de Jérusalem, le curé de Lavinadière était nommé par le commandeur hospitalier. L’église de Lavinadière était vaste et bien entretenue par l’Ordre. Toutefois le commandeur de Lavinadière ayant négligé de nommer un curé dépendant de lui pendant de nombreuses années trouva la place squattée[Quoi ?]. En 1751, le curé en place décéda et fut remplacé par un abbé nommé par le commandeur hospitalier qui s’occupa lui aussi des deux paroisses.

### Soudaine
L’évêque de Limoges était le collateur du curé de Soudaine. L’église de Soudaine était construite au centre de la paroisse mais elle était isolée au milieu de la lande et des pacages.
Par ailleurs, la présence sur le territoire de Soudaine du prieuré de Masgoutière, donc d’une chapelle prieurale, dont le prieur était nommé par le chapitre des chanoines d’Uzerche était problématique.
Toutefois si la cure de Soudaine était toujours pourvue soit par l’évêque de Limoges soit par l’abbé d’Uzerche, l’église de Lavinadière était inoccupée, si bien que le curé de Soudaine fut chargé des deux paroisses. Cependant l’église de Soudaine fut délaissée et périclita rapidement au profit de celle de Lavinadière plus pratique qui avait en outre un logement à proximité, .
En 1783, l’église de Soudaine, seule et isolée, tomba en ruine.

### Lavinadière
La Vinadière devenue par la suite Lavinadière.
En 1783, l’église de Lavinadière est située dans le bourg de Lavinadière qui n'a cessé de s'agrandir. En 1782 les paroisses de Soudaine et Lavinadière sont réunies.

### Prieuré de Masgoutière
Le prieuré de Masgoutière ou Masgoutier, fondé en 1117 sur le territoire de Soudaine, dépendait de l'abbaye d'Uzerche.
En 1705, l'abbaye d'Uzerche céda le prieuré de Masgoutière au collège de Jésuites de Limoges.
En 1773, quand les jésuites furent supprimés le prieuré retourna à l'abbaye d'Uzerche. Le dernier prieur fut Henri Pradel de Lamase curé de Saint-Nicolas d'Uzerche. À la Révolution ce prieur prêta serment mais, suspect, il fut incarcéré en 1793. Sorti de prison il revient à Soudaine-Lavinadière où il continua d’exercer jusqu'à sa mort le 21 décembre 1798 (1er nivose an VII) à l'âge de 70 ans.

## Politique et administration
| Période      | Période      | Identité              | Étiquette | Qualité                                              |
| ------------ | ------------ | --------------------- | --------- | ---------------------------------------------------- |
|              |              | Ernest Fleyssac       | Rad.      | Conseiller général du canton de Treignac (1886-1889) |
|              |              |                       |           |                                                      |
| mars 1983    | mars 2001    | André Plantadis       | PCF       |                                                      |
| mars 2001    | mars 2008    | Jean-Pierre Plantadis |           |                                                      |
| mars 2008    | juillet 2012 | Bruno Gaugnion        | DVD       |                                                      |
| juillet 2012 | mai 2020     | Josette Nouaille      | PCF       | Agricultrice retraitée                               |
| mai 2020     | En cours     | Pierre Peyramaure     |           |                                                      |

## Démographie
L'évolution du nombre d'habitants est connue à travers les recensements de la population effectués dans la commune depuis 1793. Pour les communes de moins de 10 000 habitants, une enquête de recensement portant sur toute la population est réalisée tous les cinq ans, les populations de référence des années intermédiaires étant quant à elles estimées par interpolation ou extrapolation. Pour la commune, le premier recensement exhaustif entrant dans le cadre du nouveau dispositif a été réalisé en 2005.

En 2022, la commune comptait 143 habitants, en évolution de −18,75 % par rapport à 2016 (Corrèze : −0,59 %, France hors Mayotte : +2,11 %).
| 1793 | 1800 | 1806 | 1821 | 1831 | 1836 | 1841 | 1846 | 1851 |
| ---- | ---- | ---- | ---- | ---- | ---- | ---- | ---- | ---- |
| 679  | 611  | 748  | 800  | 858  | 877  | 903  | 902  | 911  |

| 1856 | 1861 | 1866 | 1872 | 1876 | 1881 | 1886 | 1891 | 1896 |
| ---- | ---- | ---- | ---- | ---- | ---- | ---- | ---- | ---- |
| 921  | 901  | 887  | 841  | 818  | 900  | 925  | 892  | 839  |

| 1901 | 1906 | 1911 | 1921 | 1926 | 1931 | 1936 | 1946 | 1954 |
| ---- | ---- | ---- | ---- | ---- | ---- | ---- | ---- | ---- |
| 794  | 827  | 819  | 656  | 659  | 584  | 541  | 502  | 452  |

| 1962 | 1968 | 1975 | 1982 | 1990 | 1999 | 2005 | 2006 | 2010 |
| ---- | ---- | ---- | ---- | ---- | ---- | ---- | ---- | ---- |
| 364  | 319  | 271  | 233  | 229  | 193  | 204  | 205  | 178  |

| 2015 | 2020 | 2022 | - | - | - | - | - | - |
| ---- | ---- | ---- | - | - | - | - | - | - |
| 174  | 145  | 143  | - | - | - | - | - | - |

## Lieux et monuments
- L'église Notre-Dame de l'Assomption ou Saint-Martin-de-Tours de Lavinadière, ancien prieuré de l'ordre canonial régulier du Saint-Sépulcre, fondé vers 1263[31]. L'édifice a été classé au titre des monuments historiques en 2003[32].
- Les vestiges du prieuré de Masgoutière.
- Ancienne commanderie de l'ordre du Saint-Sépulcre classé monument historique le 13 juin 2003[33].

## Galerie photos

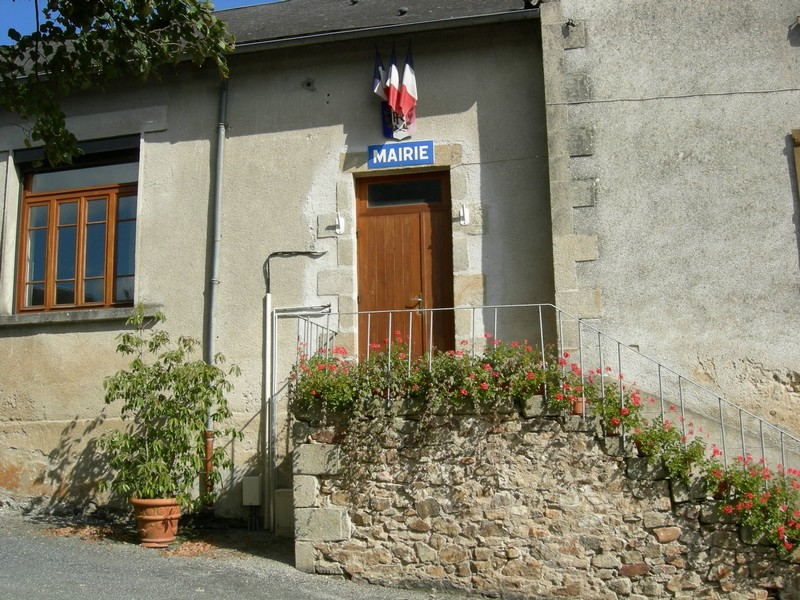
La mairie.
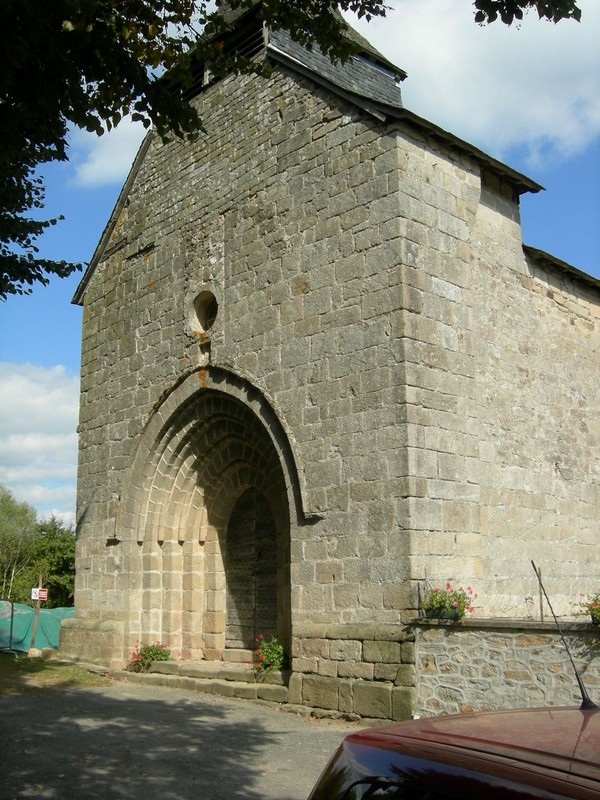
L'église (Lavinadière).
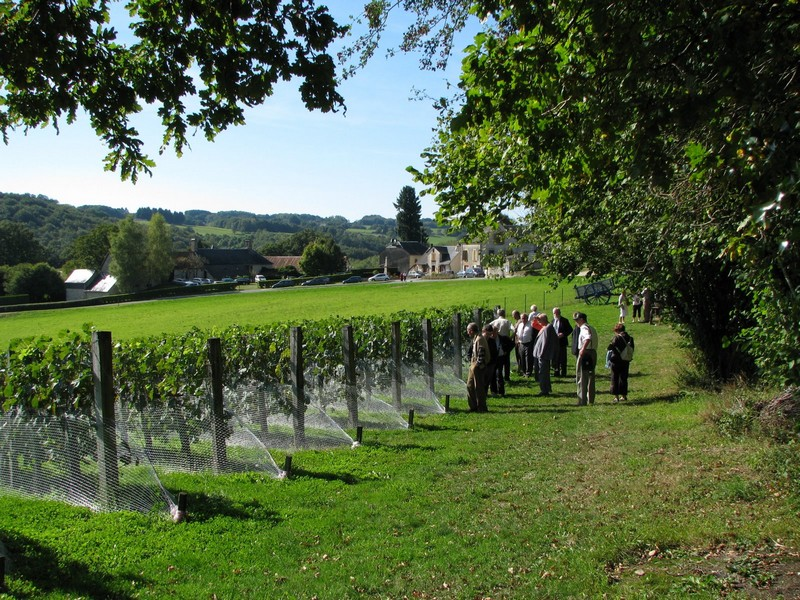
Les vignes de La Vinéria et le village de Soudaine-Lavinadière.
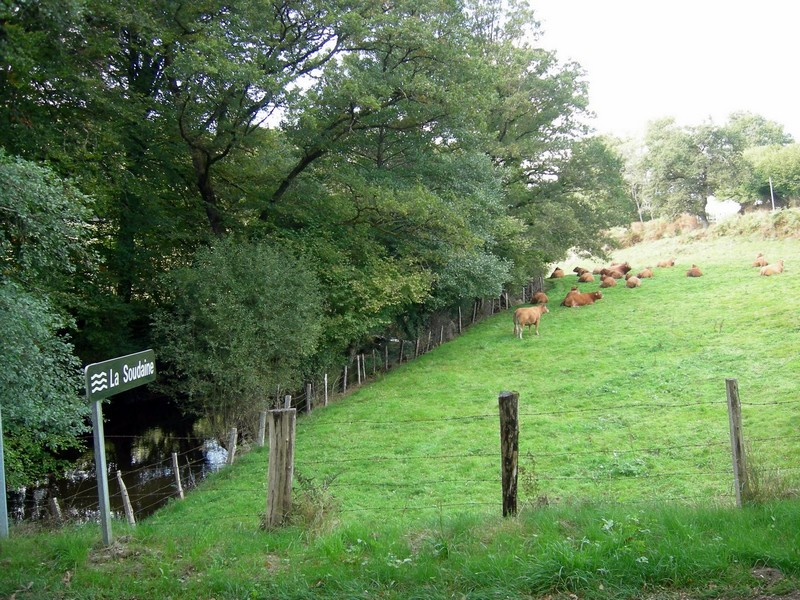
Les belles limousines devant la Soudaine.
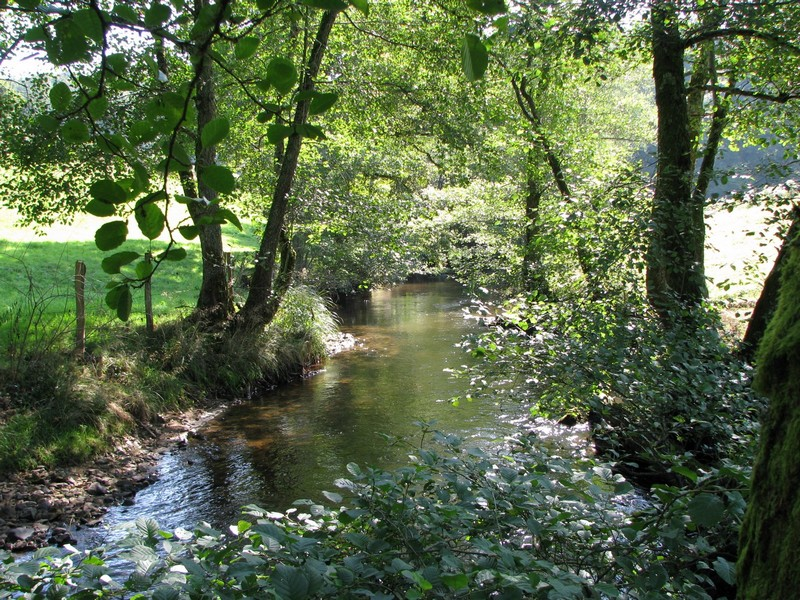
La Soudaine.

## Personnalités liées à la commune
- Georges Guingouin (1913-2005), résistant recherché, y crée son premier maquis en avril 1941.

## Héraldique
| Blason de Soudaine-Lavinadière | Blason  | Écartelé : aux 1er et 4e de gueules au lion d'or couronné de même, aux 2e et 3e de vair plain. |
| Blason de Soudaine-Lavinadière | Détails | Le statut officiel du blason reste à déterminer.                                               |